# Almásy-kastély (Tarnaméra)

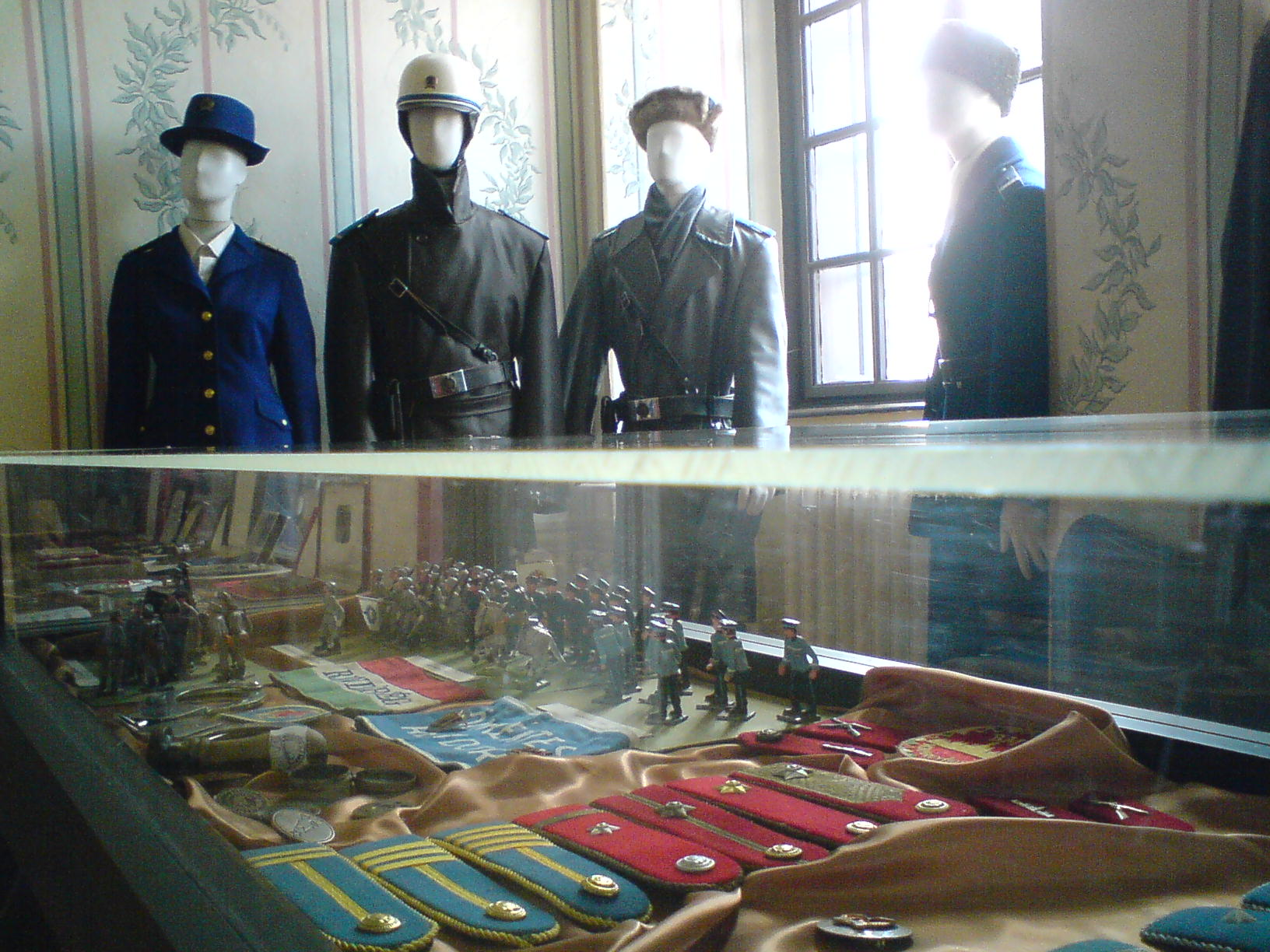
Magyar rendőregyenruhák és rendfokozati jelek 1980 körül

Az Almássy-kastély a Heves vármegyei Tarnaméra község kiemelkedő műemléke.

## Története
Az Almásyak 1780 körül építették barokk stílusban. Az Almásyaktól a Schossberger család vásárolta meg. A II. világháború után államosították és általános iskola működött benne. Renováláskor a meszelés alatt freskókat találtak. Műemlékké nyilvánították. Felújításához – a Tarnamérai Önkormányzaton kívül – az Országos Műemlékvédelmi Felügyelőség (OMF) is hozzájárult. Több mint egy évig funkció nélkül, üresen állt. Ezt szemelték ki a Rendőrmúzeum  helyévé. Bérbevétele nem ment simán. A lakosok között voltak olyan egyének, akik a realitással nem számolva abban bíztak, hogy jönnek majd milliomosok, akik megveszik vagy hasznosítják. Konferenciákat tartanak, és ebből a településnek sok pénze lesz. Kiderült, hogy nem jönnek ide gazdagok golfozni, lovagolni. Még Budapest tőszomszédságában Fejér vármegyében is 5 felújított kastély áll üresen. Magyarországon 15 kastély van funkció nélkül, zöme a gazdaságilag fejlett Dunántúlon. Némi huzavona után bérbe vették és állami támogatás nélkül – 1996. augusztus 31-én – megnyitották Közép-Európa egyetlen tiszta profilú Rendőrmúzeumát.

## Külső

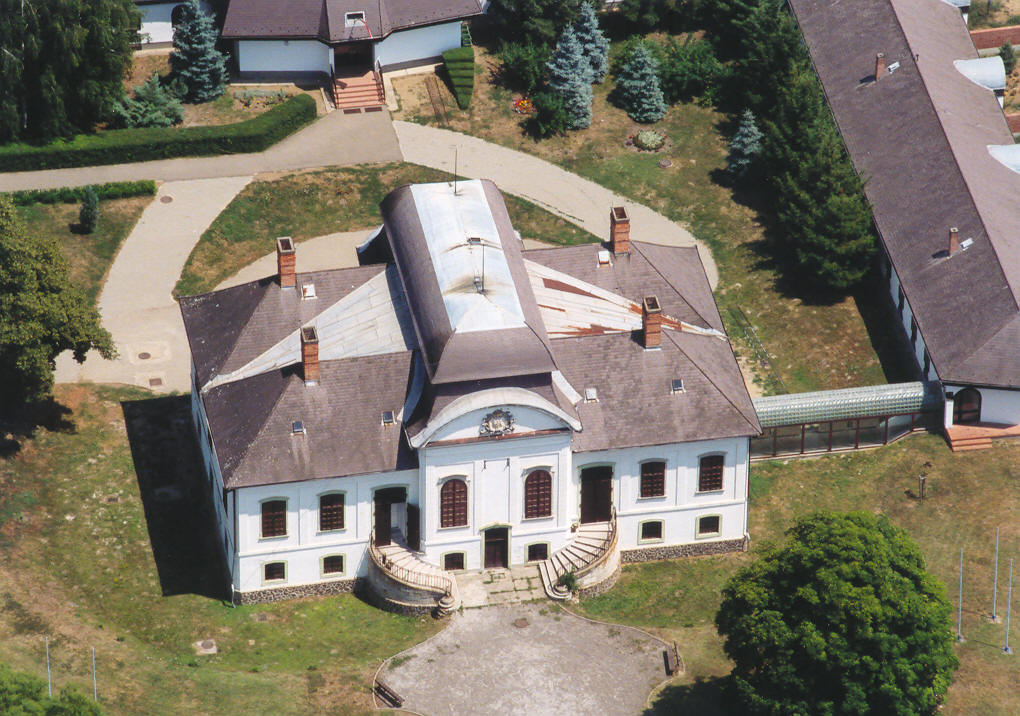
A kastély a levegőből

A kastély magasföldszintes, téglalap alaprajzú, manzárdtetős, késő barokk épület, későbbi átalakításokkal. Főhomlokzatán a magasföldszintről két-két ablak között egy ajtóval egy-egy félköríves lépcső vezet le a parkba. Szegmentíves szalagíves ablakok jellemzik könyöklő párkányokkal, szemöldök díszekkel. A szuterénből ablakok nyílnak a talajszintre. A két lépcsőfeljárat között kétszárnyas ajtó vezet a szuterénbe. A manzárdtetőhöz reá merőlegesen kettős kontytetők csatlakoznak. A magasföldszintet a szuteréntól keskeny övpárkány választja el. A hátsó homlokzat is oromzatos 3-2-3 tengelyes, közép rízalitjában 2 ajtóval, melyek klasszicista vasrácsos erkélyre vezetnek. Az erkély 3 félköríves nyílással áttört kőfalon nyugszik. A két szintet itt is keskeny övpárkány választja el egymástól.

## Belső
A szuterén szobái fiókos dongával boltozottak. Középen háromajtós tér csehsüveg boltozatokkal két-két simatörzsű, hengeres, lábazatos oszlopon. Bejárata a főhomlokzat közepéről nyílik. A magasföldszintes helyiségek teknőboltozatosak. A síkmennyezetes nagytermet diadalívszerű árkád osztja ketté. A nagyterem jobb és bal oldalán két-két egymásba nyíló meszelt szoba. Az árkáddal egy vonalban lévő tengely mögött, négy egymásba nyíló freskós terem van. A freskókon látható az építtető Almásy János és felesége, valamint a négy évszak, a négy falon, szimbólum szerűen.

## A múzeum

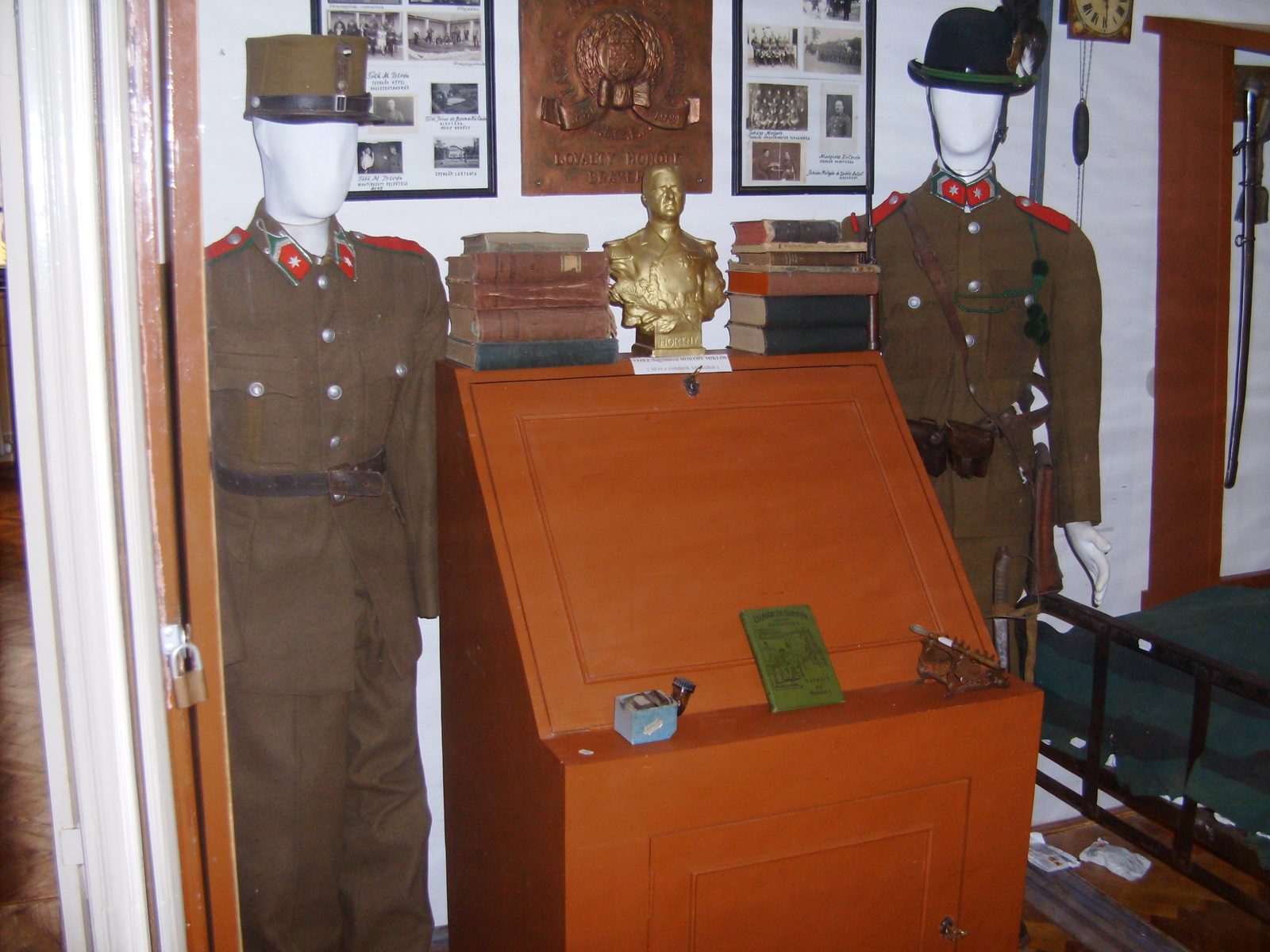
Pillanatkép a csendőrszobából

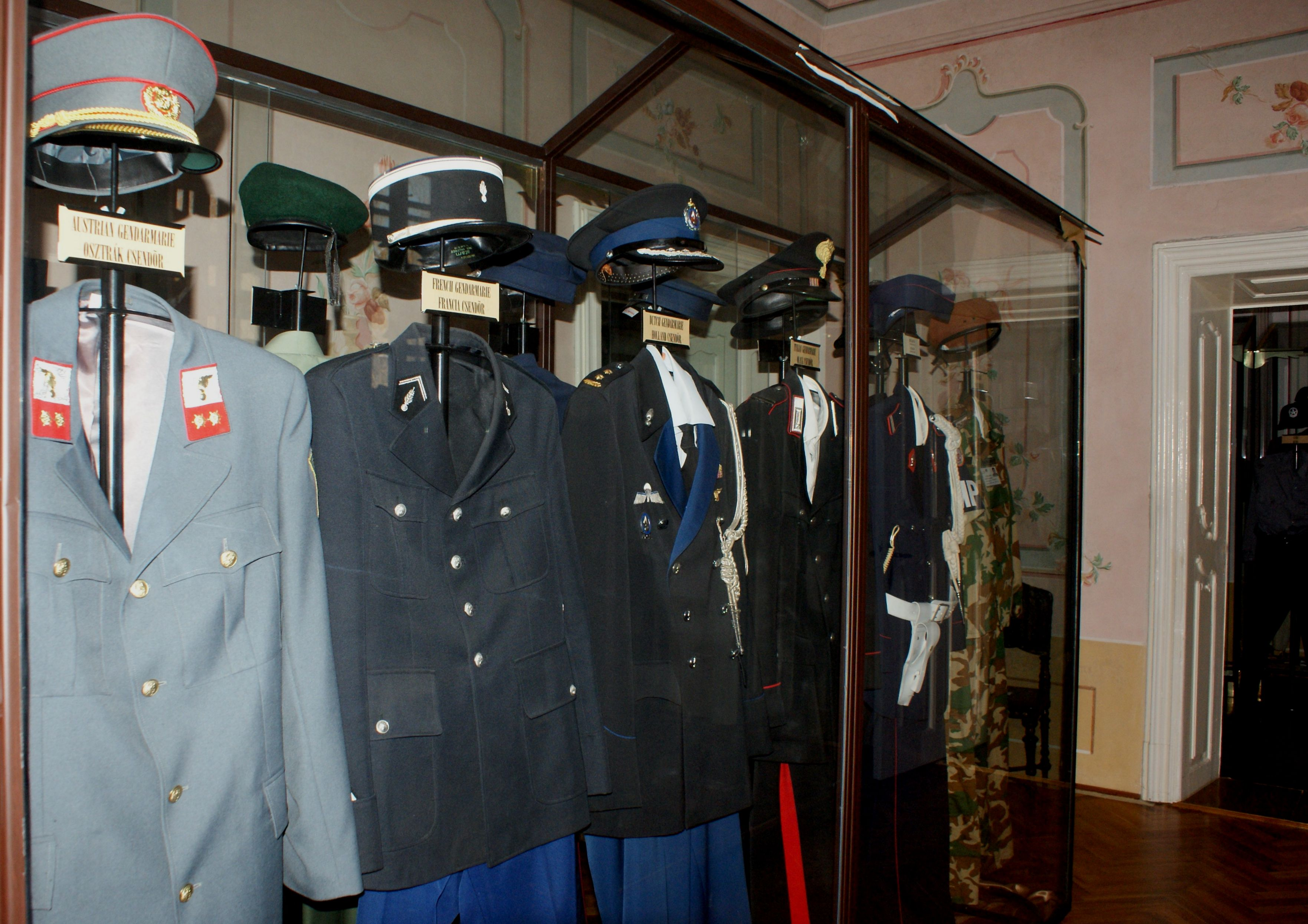

1996. augusztus 31-én került megnyitásra a kastélyban egy csendőrség- és rendőrség-történeti kiállítás. A tárgyi tárlat emlékekben gazdag gyűjteményének összegyűjtése és rendezése Dr. Gulyás István állatorvos és Dr. Francsics Ottó r. alezredes, Heves város akkori főkapitánya munkájának köszönhető. A épületben helytörténeti kiállítás is helyet kapott. 
A kiállítás anyagát 2002-ben vette át az Országos Rendőr-főkapitányság Budapesten működő Rendőrség-történeti Múzeuma. A tarnamérai kastélyban így 2002 óta a Rendőrség-történeti Múzeum kiállítóhelye működik. A bejárati csarnokban világtérkép fogadja  látogatókat, amelyen kis zászlók sokasága jelzi, hogy a szakmai kapcsolaton, szakmai barátságon és együttműködésen alapuló rendőri szervezetek behálózzák a Föld kontinenseit. Jelezve van, hogy mely országok egyenruhája látható, valamint a Nemzetközi Rendőr Szövetség, az IPA (International Police Association) tagországai is. Magyarország rendőrsége (ahogyan a világtérkép is mutatja) az elmúlt évek nemzetközi rendezvényeinek tükrében így nemcsak földrajzilag, hanem e szervezetek együttműködéseinek is részben középpontjában áll, külföldi szakmai hírneve kiemelkedő, 1990 óta IPA tag.
A helyi esküvőknek is helyet adó nagyteremben 12 tablón közel kilencszáz, a világ szinte minden pontjáról származó és gyűjtött rendőrségi karjelvény tekinthető meg. Az épület felső szintjének egyik termében 1945 előtti rendőrségi és csendőrségi anyagok kerültek rendszerezésre és egy-egy élőkép formájában bemutatásra. egy másik teremben az 1945-1989 közötti időszak kerül bemutatásra. Itt is lehetőség volt egy életkép kialakítására, amely egy rendőrségi ügyeleten történő eligazítást mutat be az 1970-es évekből. A csendőrség- és rendőrség-történeti életképeken keresztül a látogatók bepillantást nyerhetnek a csendőrség és a korabeli rendőrség mindennapi életébe, munkájába. A kastély 5 további termében kapott helyet a "Világ Rendőrségei" című kiállítás anyaga, amelyben 132 ország 145 komplett rendőrségi; valamint 2 csendőrségi, 2 pandúr és 1 Francia csendőr egyenruhája lett kiállítva. Jelenleg itt található a világ legnagyobb rendőrruha gyűjteménye.

## További irodalom
- Magyar Rendőrmúzeum – Tarnaméra, Heves és Vidéke Bűnmegelőzési Alapítvány, 1999
- https://www.rendormuzeum.com/tarnamerai-allando-kiallitas-bemutatasa